# Burroïta
La burroïta és un mineral de la classe dels òxids. Rep el nom de la mina Burro, als Estats Units, la seva localitat tipus.

## Característiques
La burroïta és un òxid de fórmula química Ca₂(NH₄)₂(V₁₀O₂₈)(H₂O)₁₂·₃H₂O. Va ser aprovada com a espècie vàlida per l'Associació Mineralògica Internacional l'any 2016, i la primera publicació data del 2017. Cristal·litza en el sistema triclínic. La seva duresa a l'escala de Mohs es troba entre 1,5 i 2.
L'exemplar que va servir per a determinar l'espècie, el que es coneix com a material tipus, es troba conservat a les col·leccions mineralògiques del Museu d'Història Natural del Comtat de Los Angeles, a Los Angeles (Califòrnia) amb el número de catàleg: 66299 (holotip) and 66300 (cotip).

## Formació i jaciments
Va ser descoberta a la mina Burro (C-SR-13 Mesa), situada al districte Slick Rock, al comtat de San Miguel (Colorado, Estats Units). Es tracta de l'únic indret de tot el planeta on ha estat descrita aquesta espècie mineral. Sol trobar-se associada a altres minerals com la montroseïta i la corvusita.